# 亞塞拜然國家歷史博物館
亞塞拜然國家歷史博物館成立於1920年，為阿塞拜疆最大的博物館，位於巴库。博物館建築的前身為亞塞拜然石油大亨暨慈善家哈吉·泽纳拉宾·塔吉耶夫的宅邸。

## 歷史
博物館的建築原為亞塞拜然石油大亨暨慈善家哈吉·泽纳拉宾·塔吉耶夫的私人宅邸，由波蘭建築師Józef Gosławski所設計，並於1893年-1902年建造，占地廣達一整個街區。建築採義大利文藝復興式，部分建體高達四層樓。

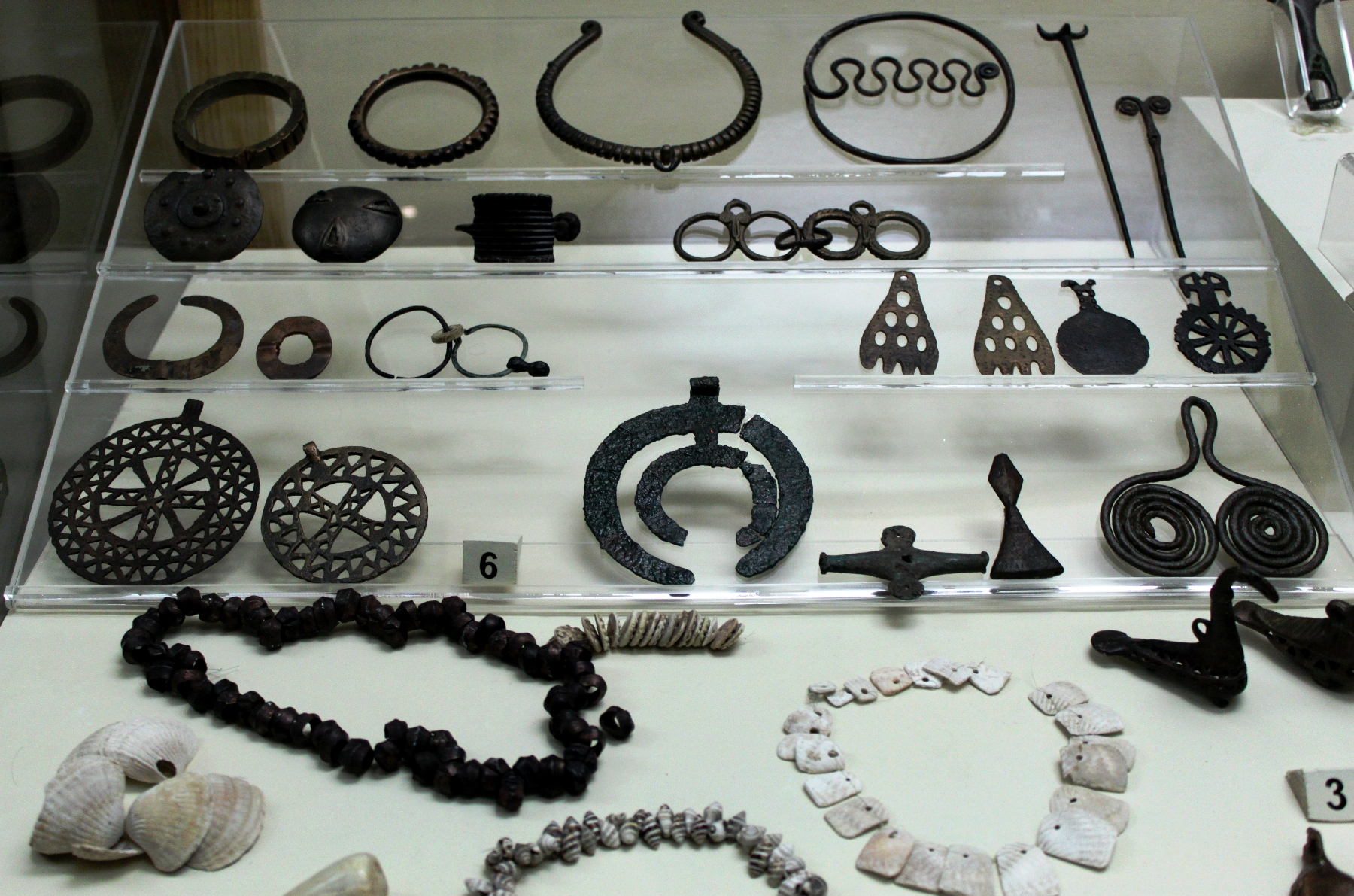
銅製裝飾品

1920年，紅軍入侵巴庫，沒入塔吉耶夫的宅邸，並於1920年6月改建為博物館。
1934年5月，通过了一项特别命令，改善学校的历史和地理教学，或者更确切地说，在成员中灌输社会主义社会的"优势"，以培养极权政权意识形态的新一代。马克思主义的历史解释是通过建立历史研究和其他机构实现的。 此外，还建立了新的历史博物馆和区域博物馆，以激励历史教学和宣传。
新制度扩大了具有历史意义的博物馆网络。 此外，在此期间，苏联的宣传机制变得更加强大。
阿塞拜疆历史知识是通过博物馆的研究而发展起来的。 对阿塞拜疆古代物质和文化遗迹进行科学调查的基础是在1925年代至1960年代。

## 建築

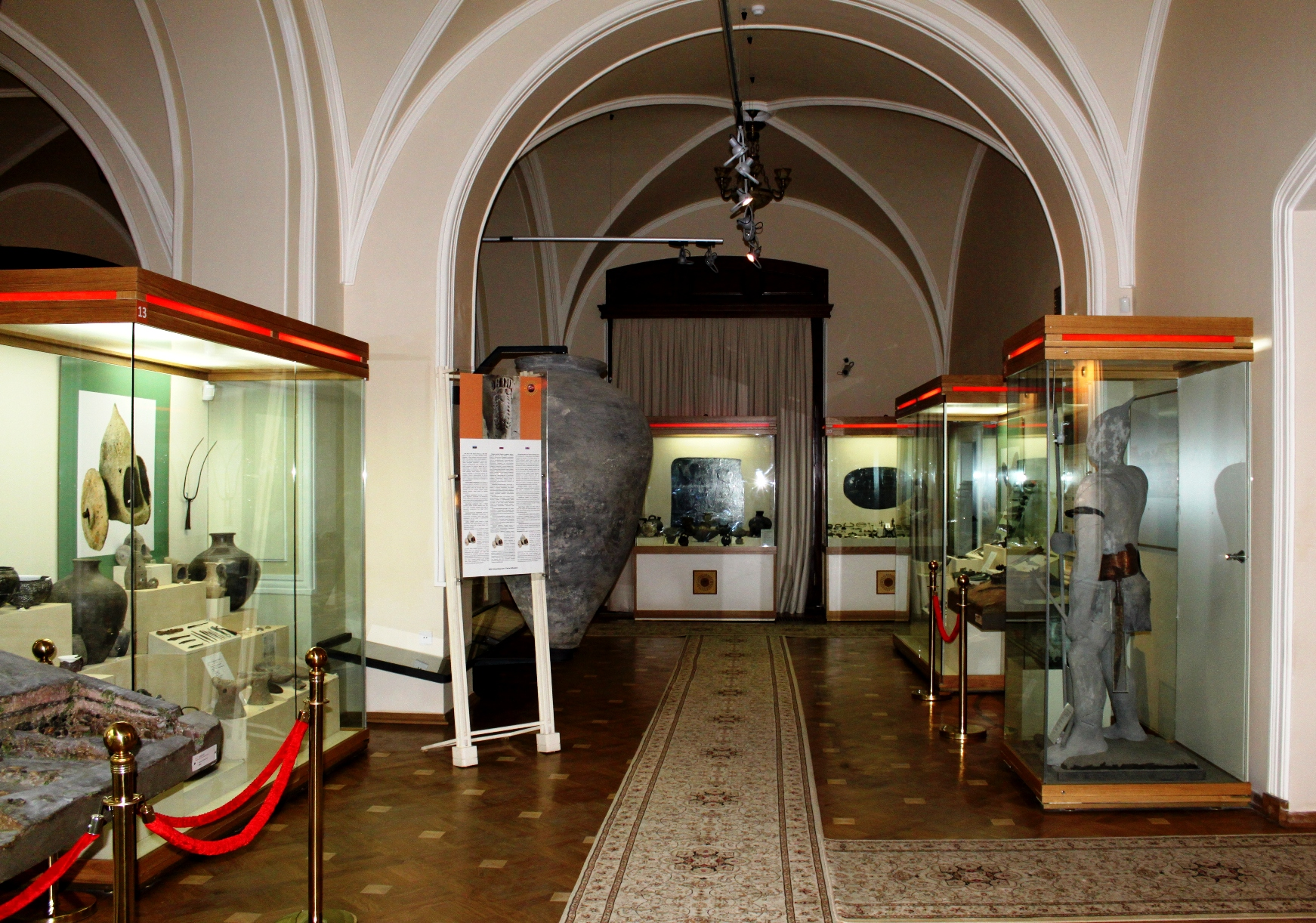
Museum's exposition

建體二樓有兩個主宴會廳，一間採毛里塔尼亚式，代表東方文化；另一間則採西方建築設計。東洋式宴會廳擁有巨大的平板玻璃窗、鍍金拱門、壁畫，以及大吊燈。
根據90多年前的老照片，建體中裝潢最為華麗的是塔吉耶夫妻子的閨房。如今內部所有陳設皆已移除，唯獨剩下天花板的鑲嵌藝術。牆壁的壁畫和地板在蘇聯佔領時期被塗上四層白漆。主廳堂的壁畫目前保存良好，其顏料仿製拜占庭帝国時期，由磨碎的蛋殼調製而成，即使在一個世紀後，壁畫的顏色仍然維持的相當完善。
两排式建筑是豪宅内部设计的基础。 接待室和客厅围绕两个封闭的庭院被分成小组。 建筑的前部有两个独立的大理石楼梯，可以俯瞰西方。 二楼的外围有一个用花柱装饰的欧洲大厅。 东方大厅以其华丽、华丽和精致的装饰而著称。 东方大厅附设了一个以小喷泉为中心的冬季花园。
有大约270名工程师、建筑师、木匠、画家和其他大师参与了塔吉耶夫大宅的建造。 豪宅里的所有设备都是从俄罗斯、法国、美国和德国运来的。 大楼里安装了供暖和冷却系统。 大厦四面三层，每间房高达1320米。 大厦的柱子用钻石和彩色镜面玻璃装饰，地板用天然的彩色桦木板铺就。 大约120万卢布只用于建造大楼(不包括从国外运来的家具和设备)。

## 圖像

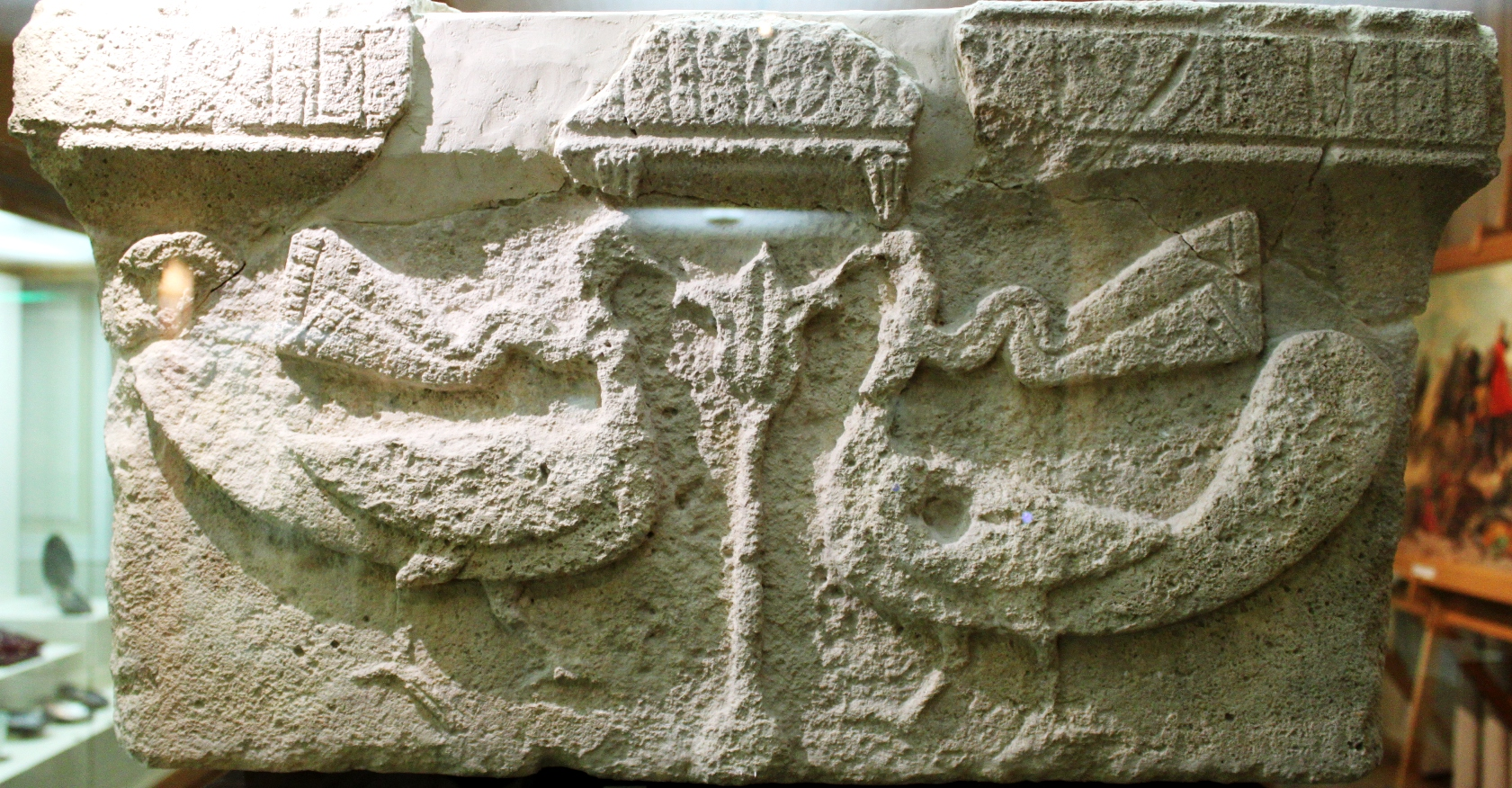
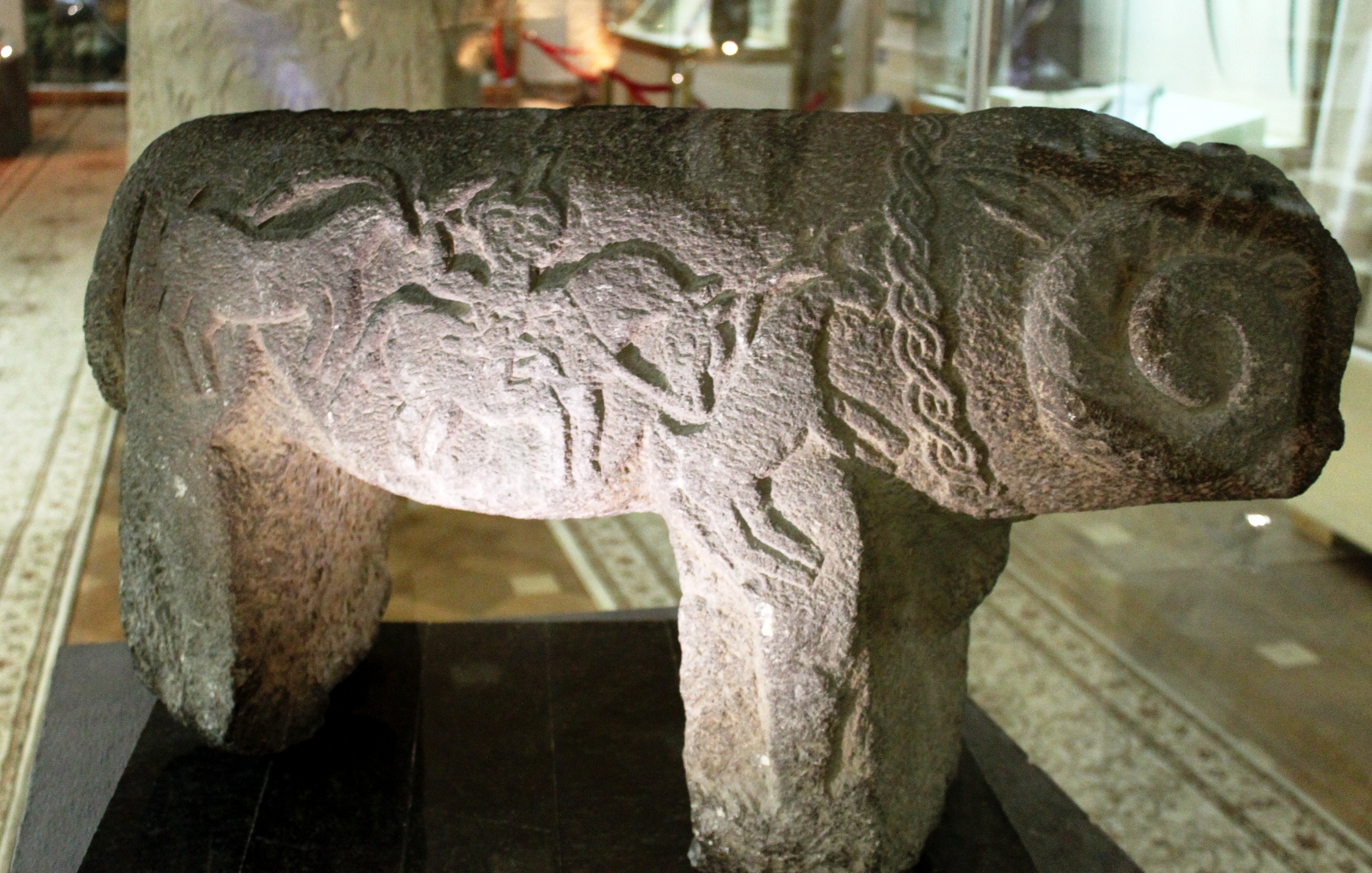
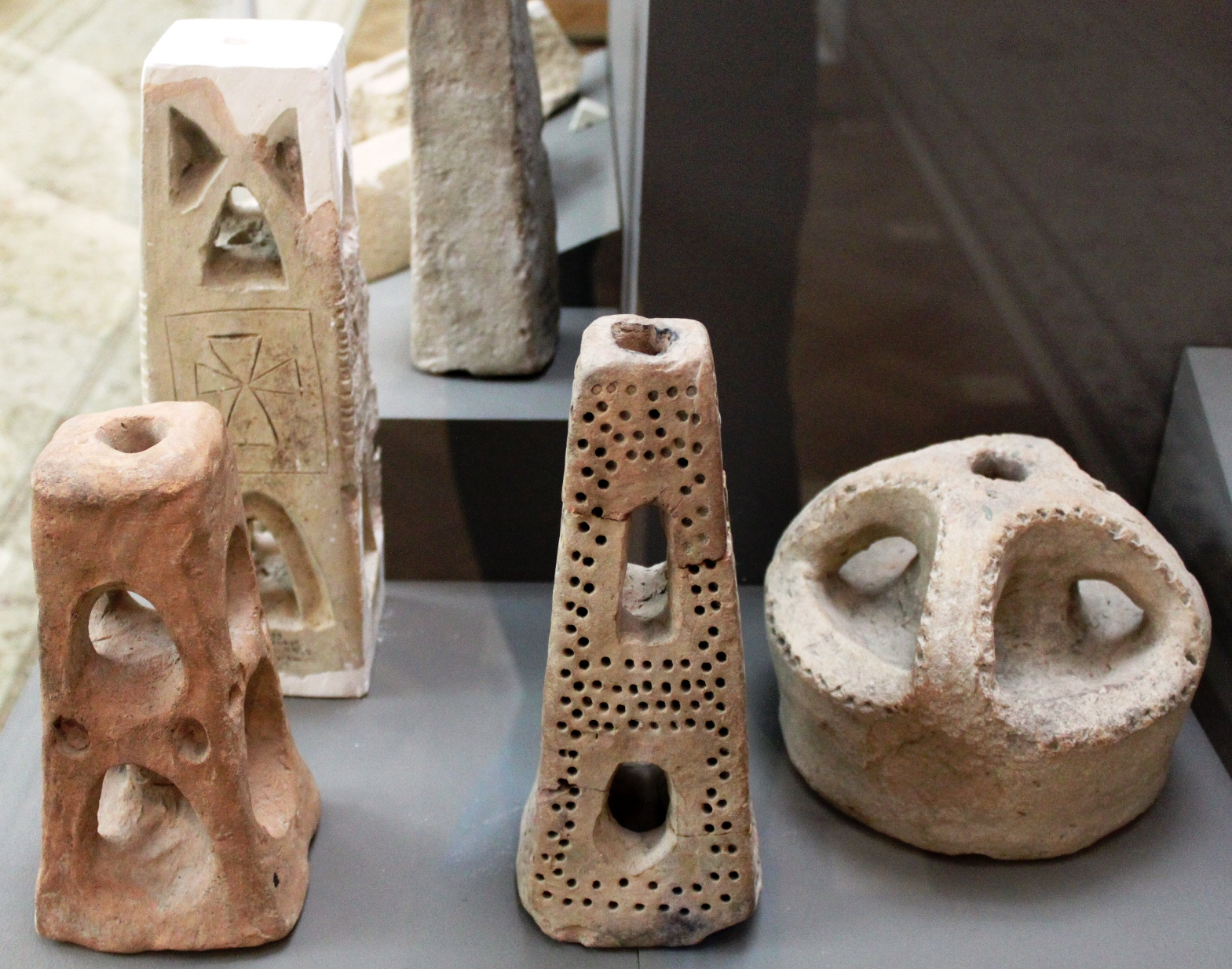
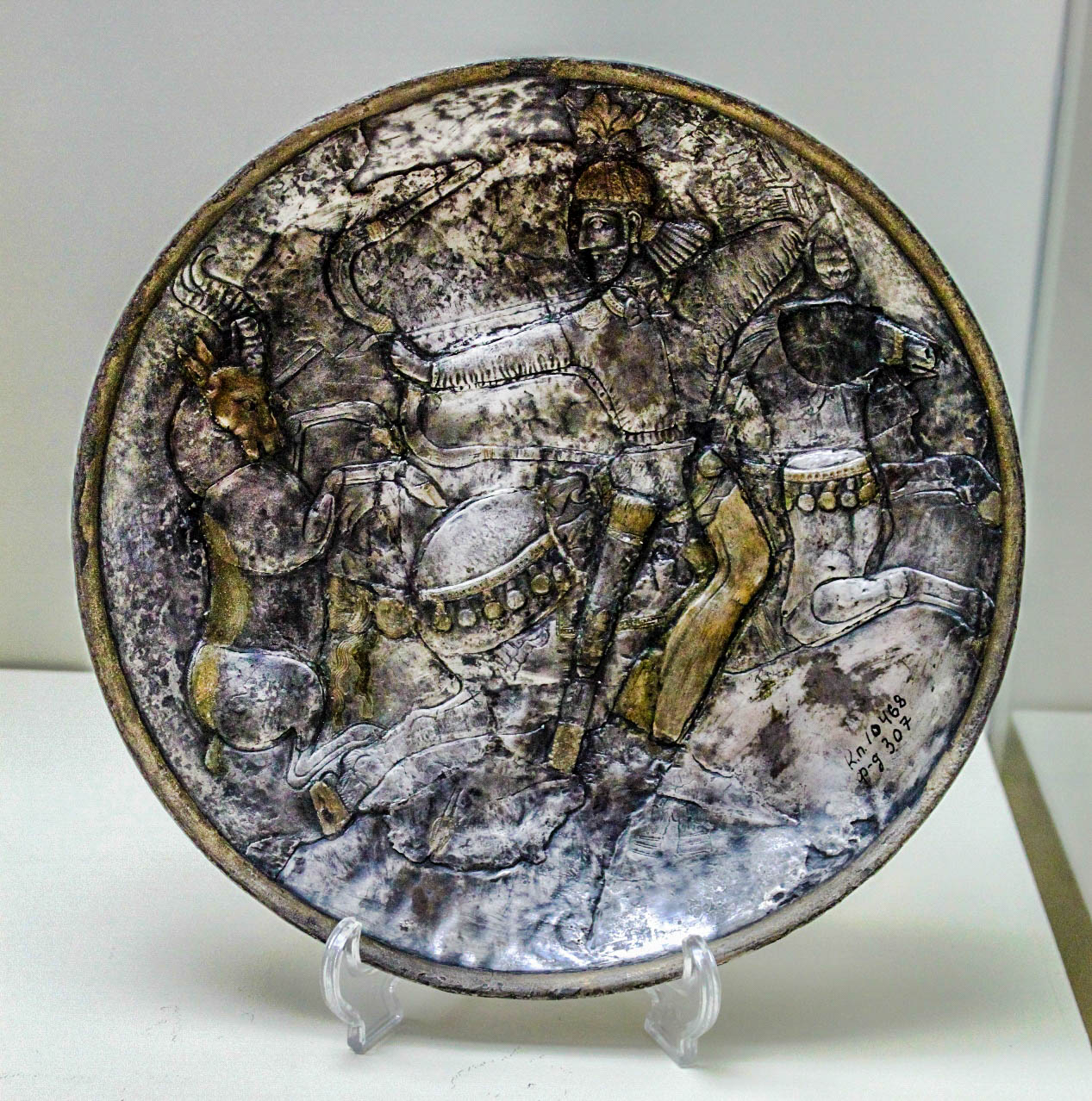
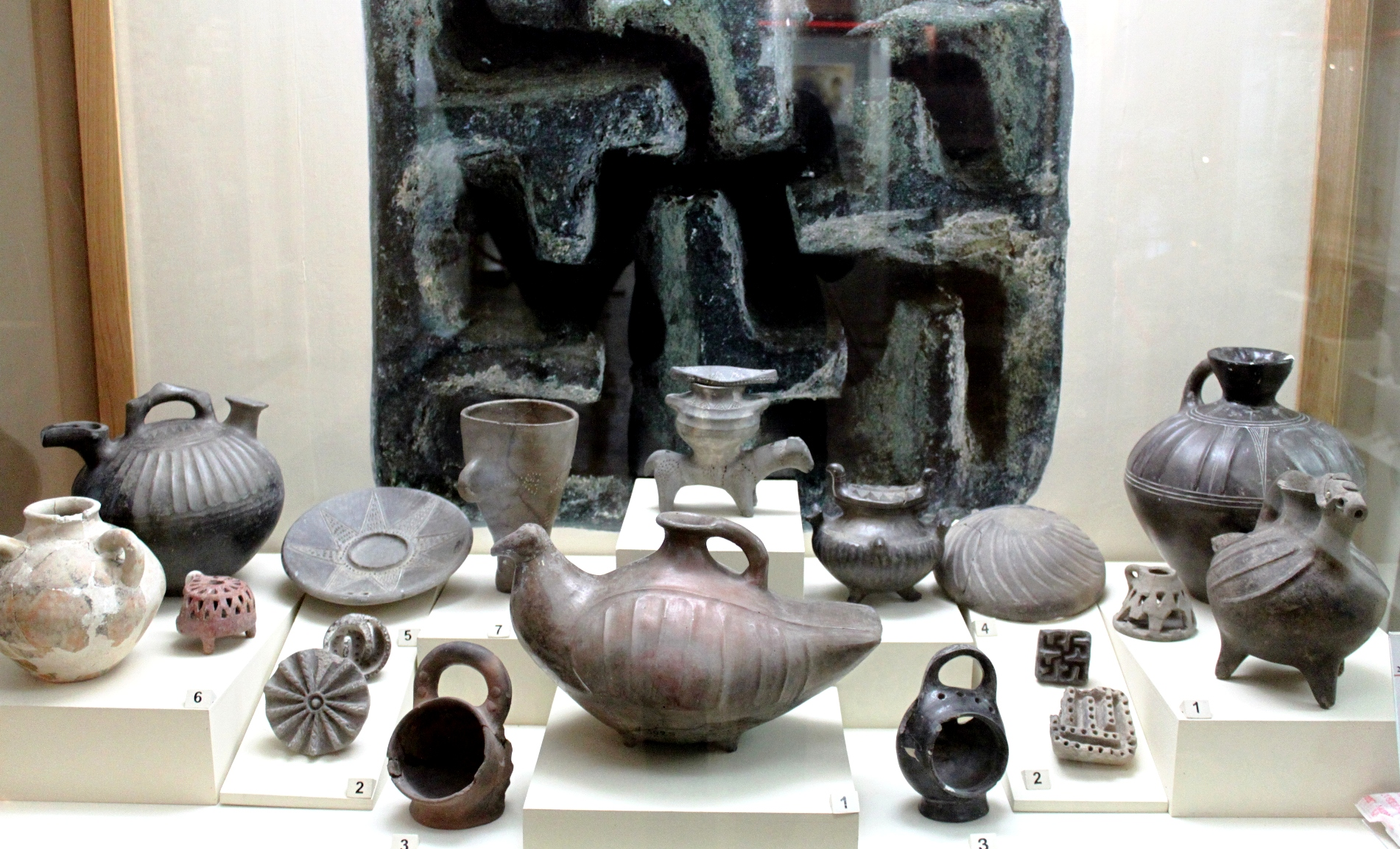
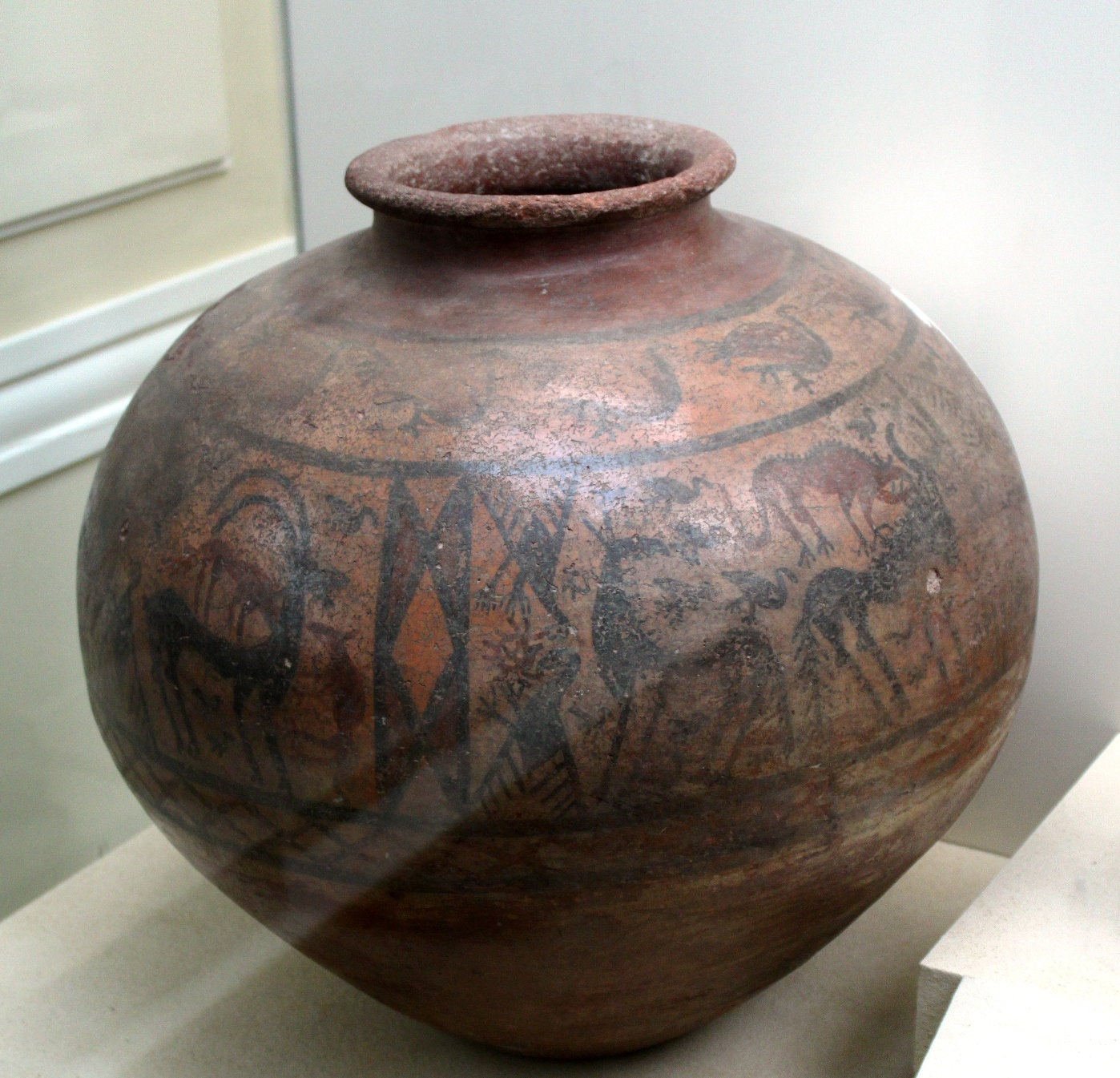
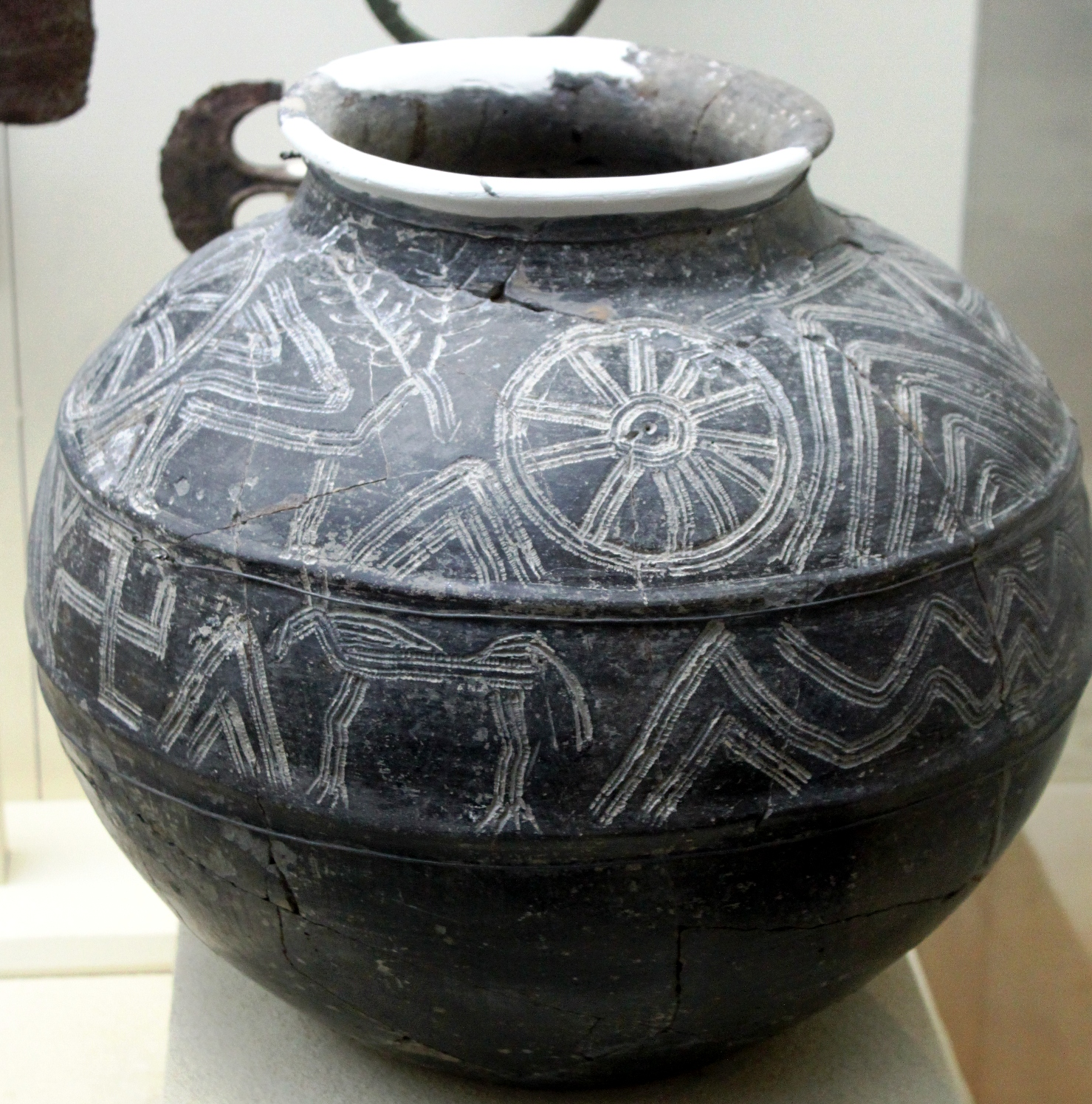
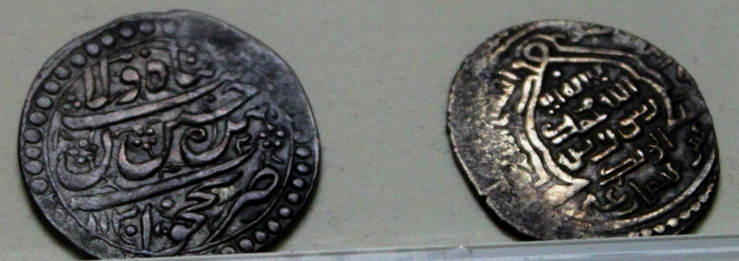
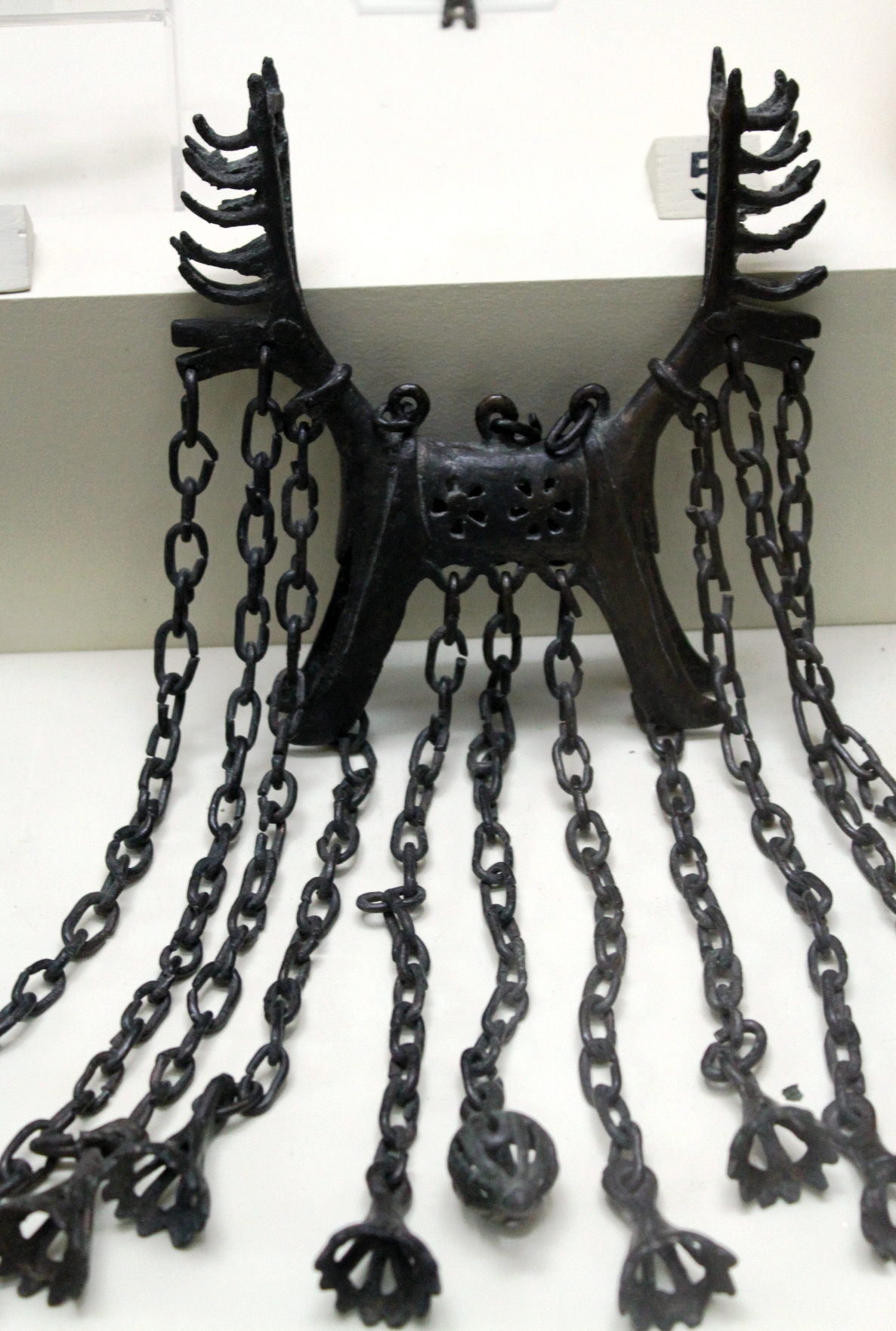
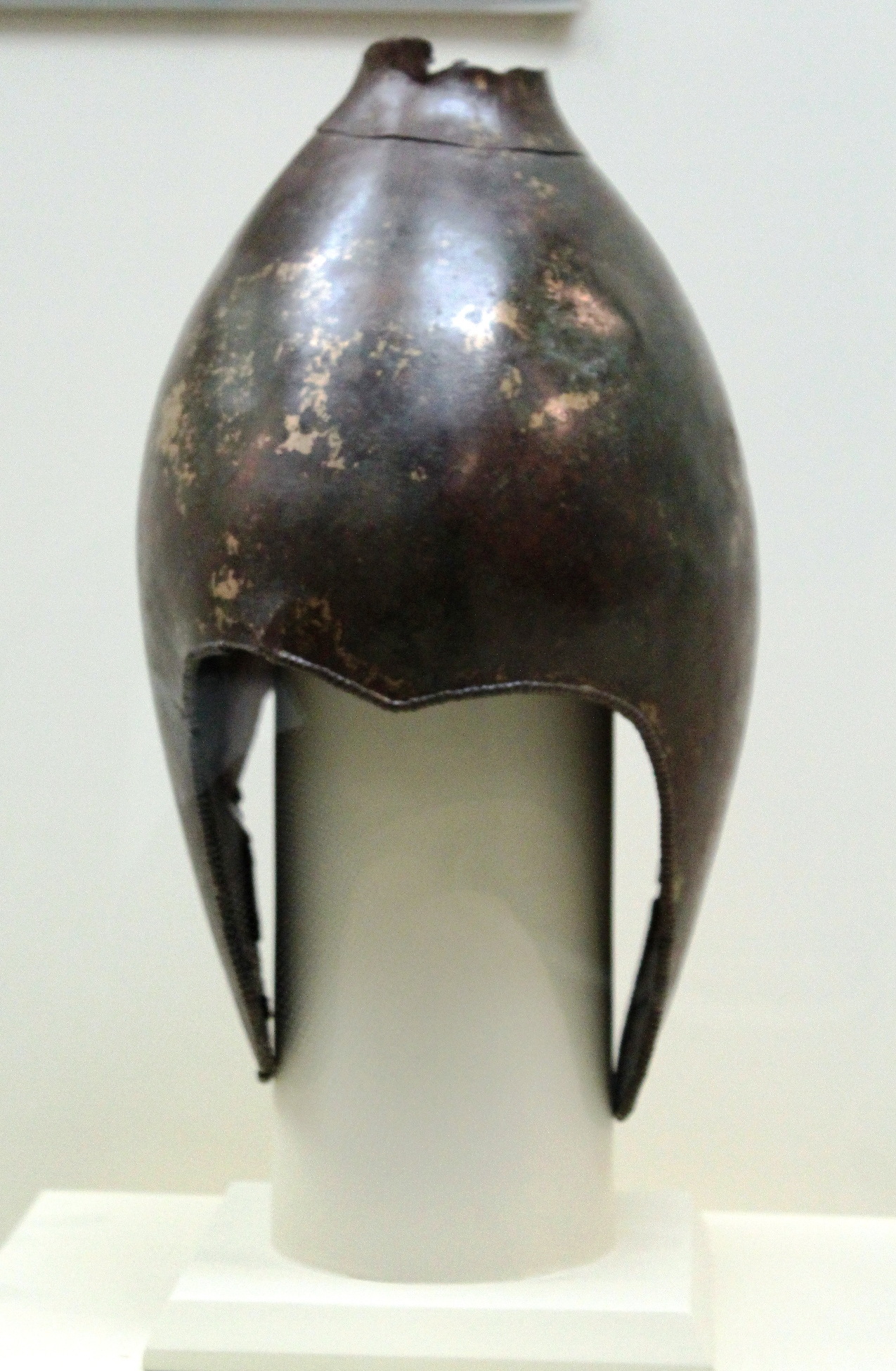
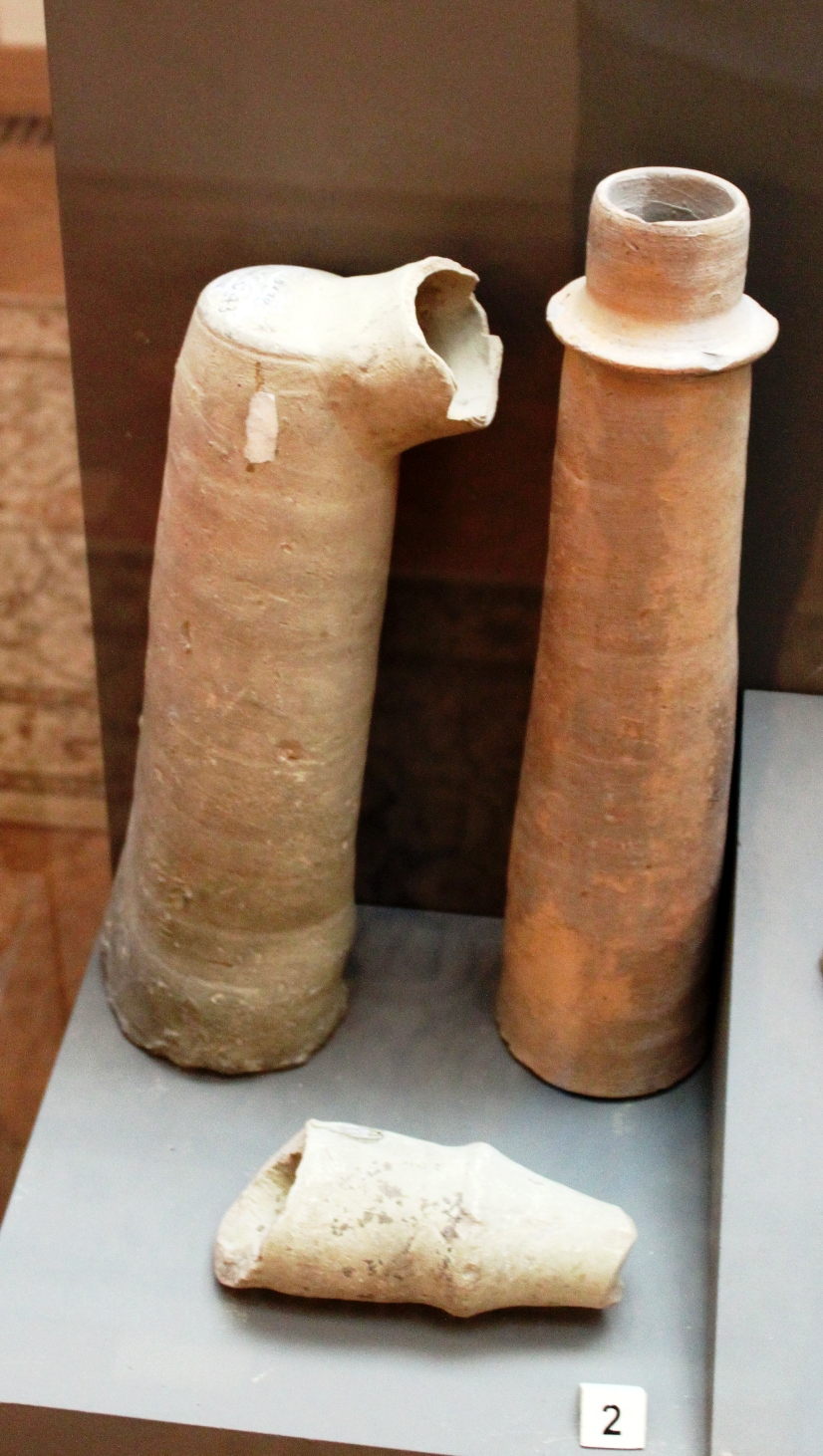
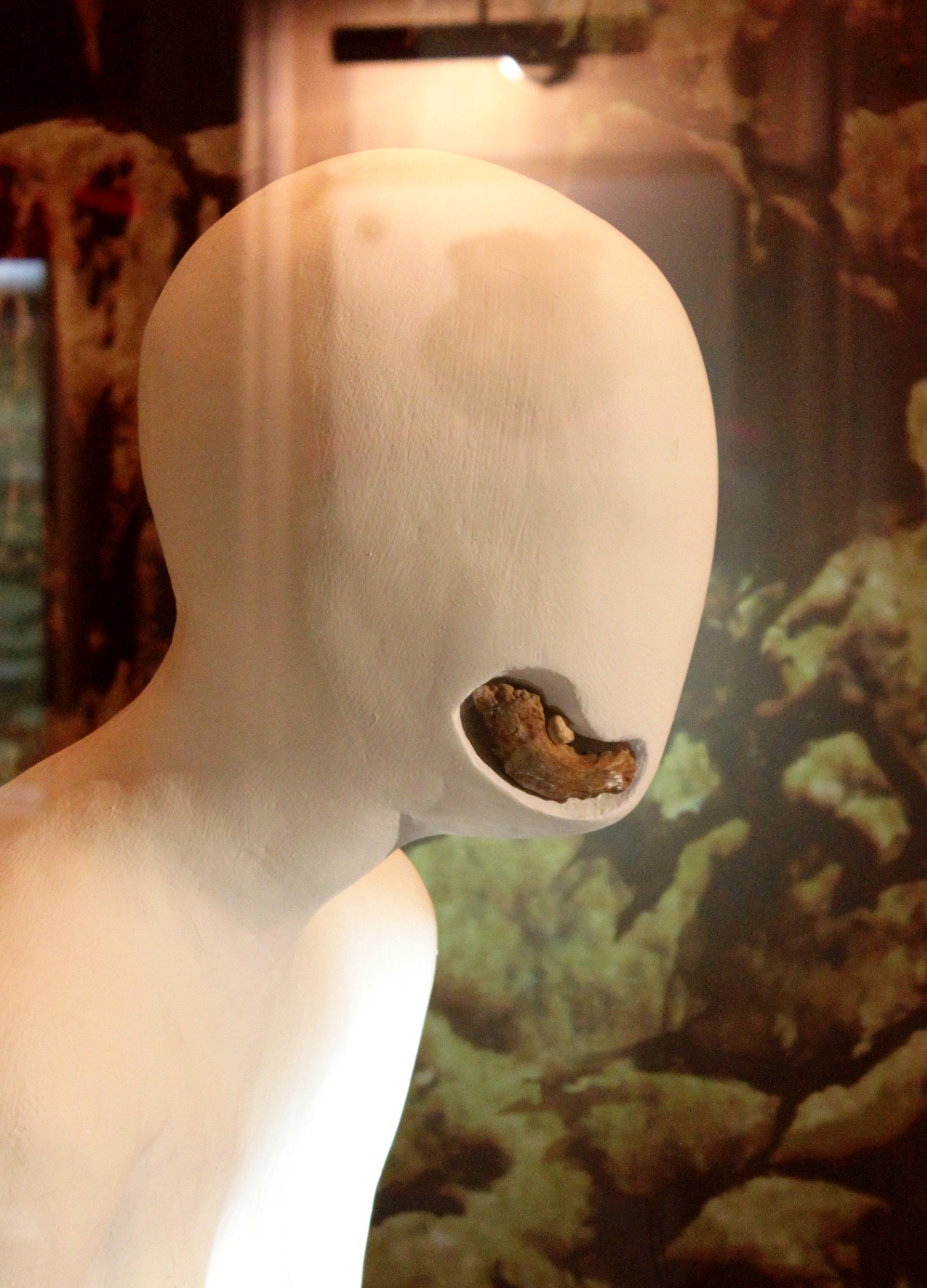
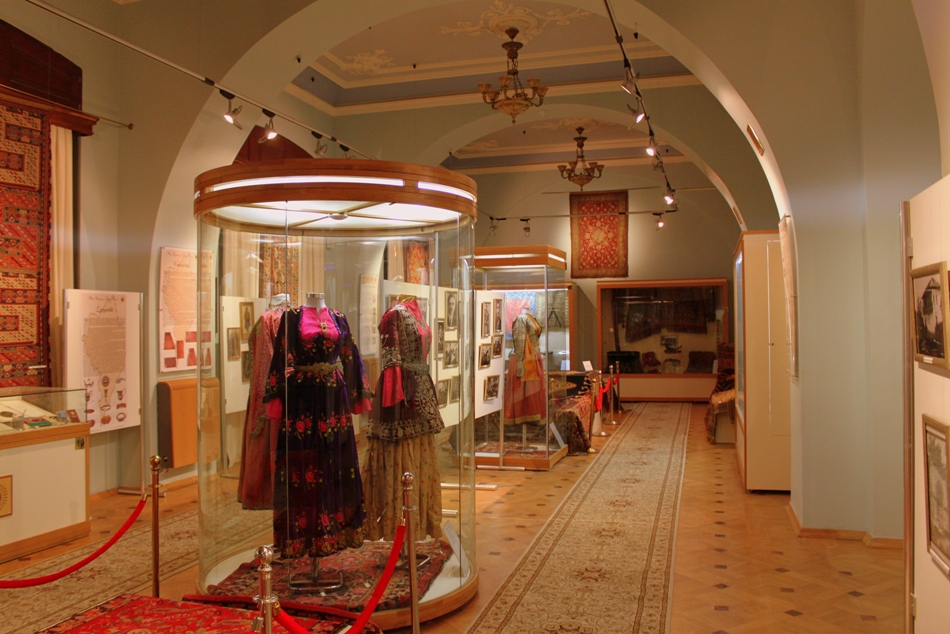
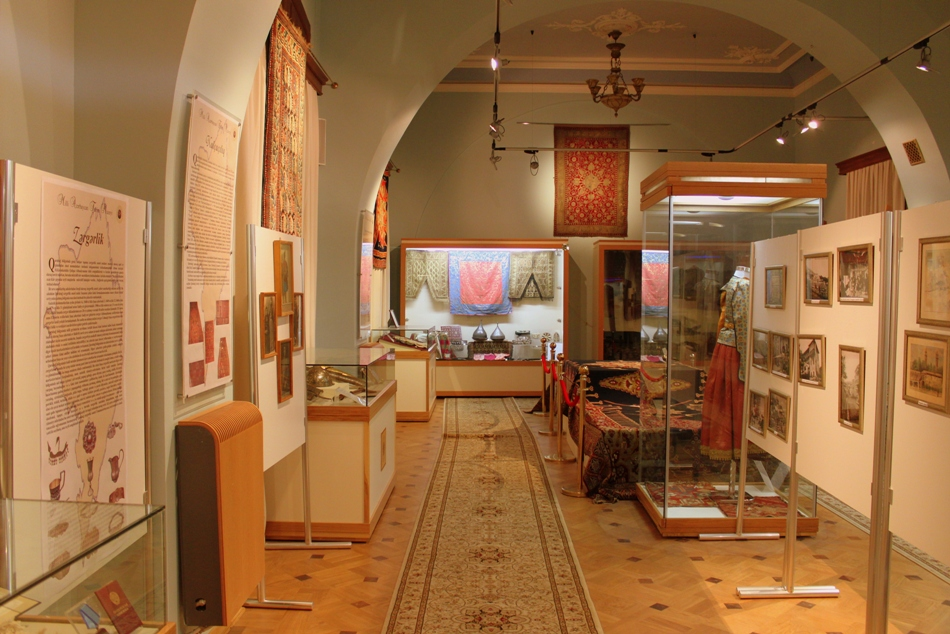
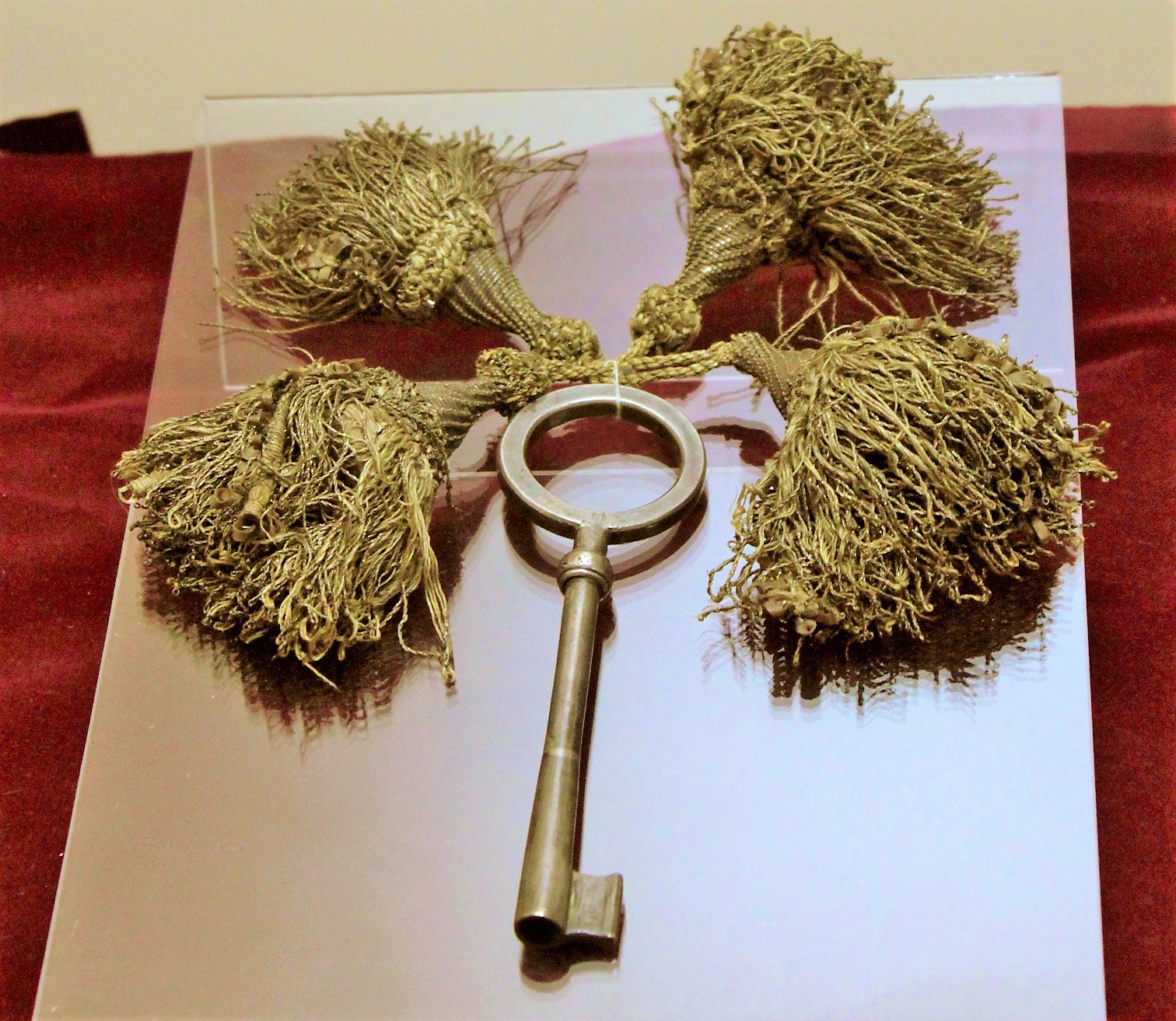

## 部門
博物館藏有2000餘項展品，並包含以下部門：
- 近代歷史部
- 民族歷史部
- 阿塞拜疆古代及中世紀歷史部
- 科學遊覽部
- 博物館展品修復室
- 藝術設計組
- 圖書館

## 錢幣收藏

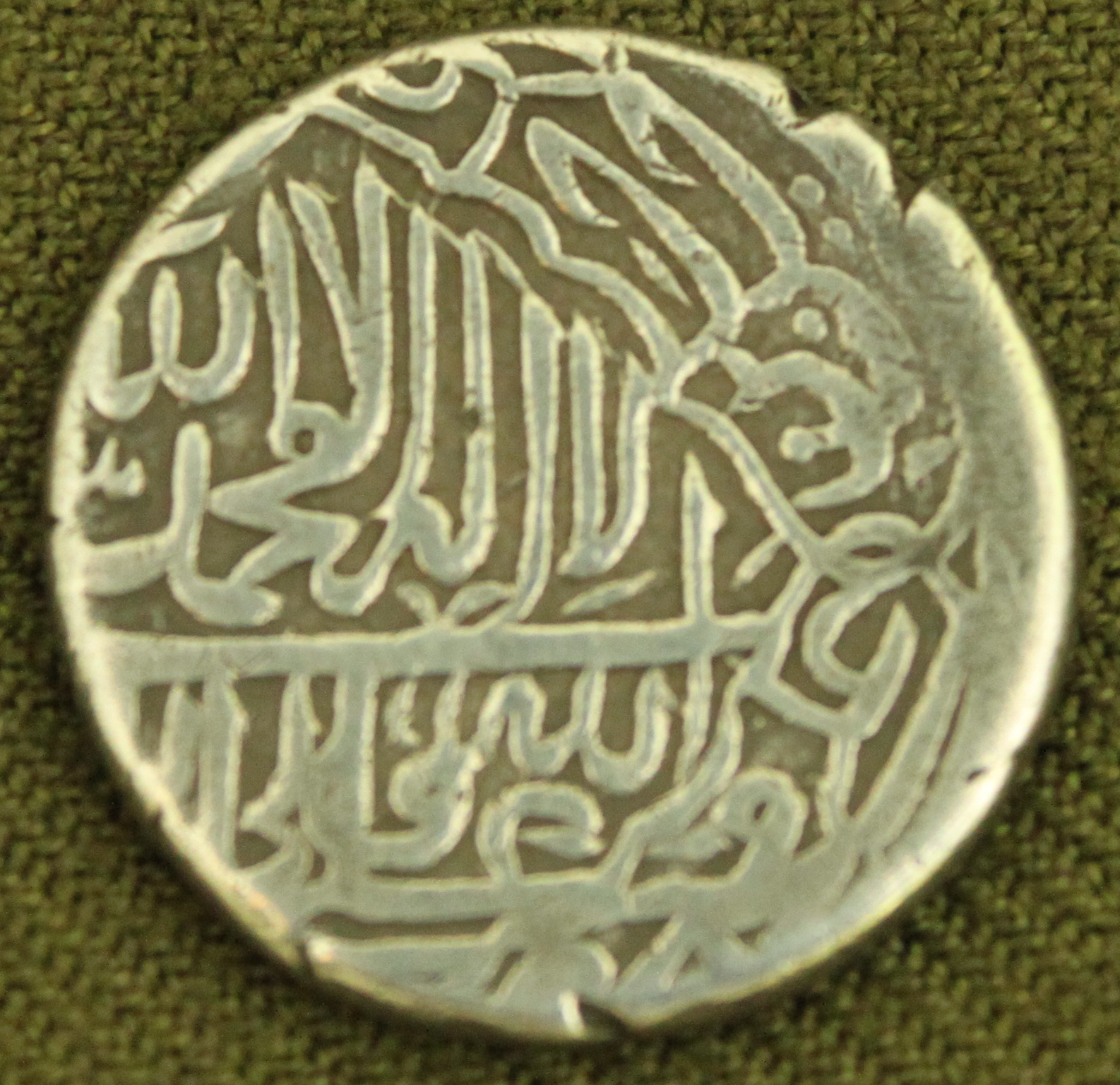
萨非王朝阿拔斯一世，銀幣，1587年。
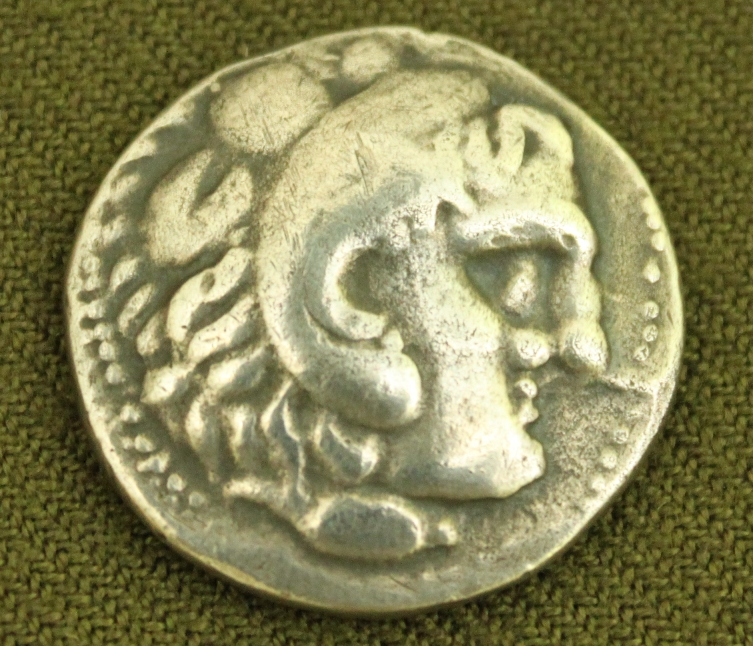
带有亚历山大大帝肖像的高加索阿尔巴尼亚王国四德拉克馬（复制品）
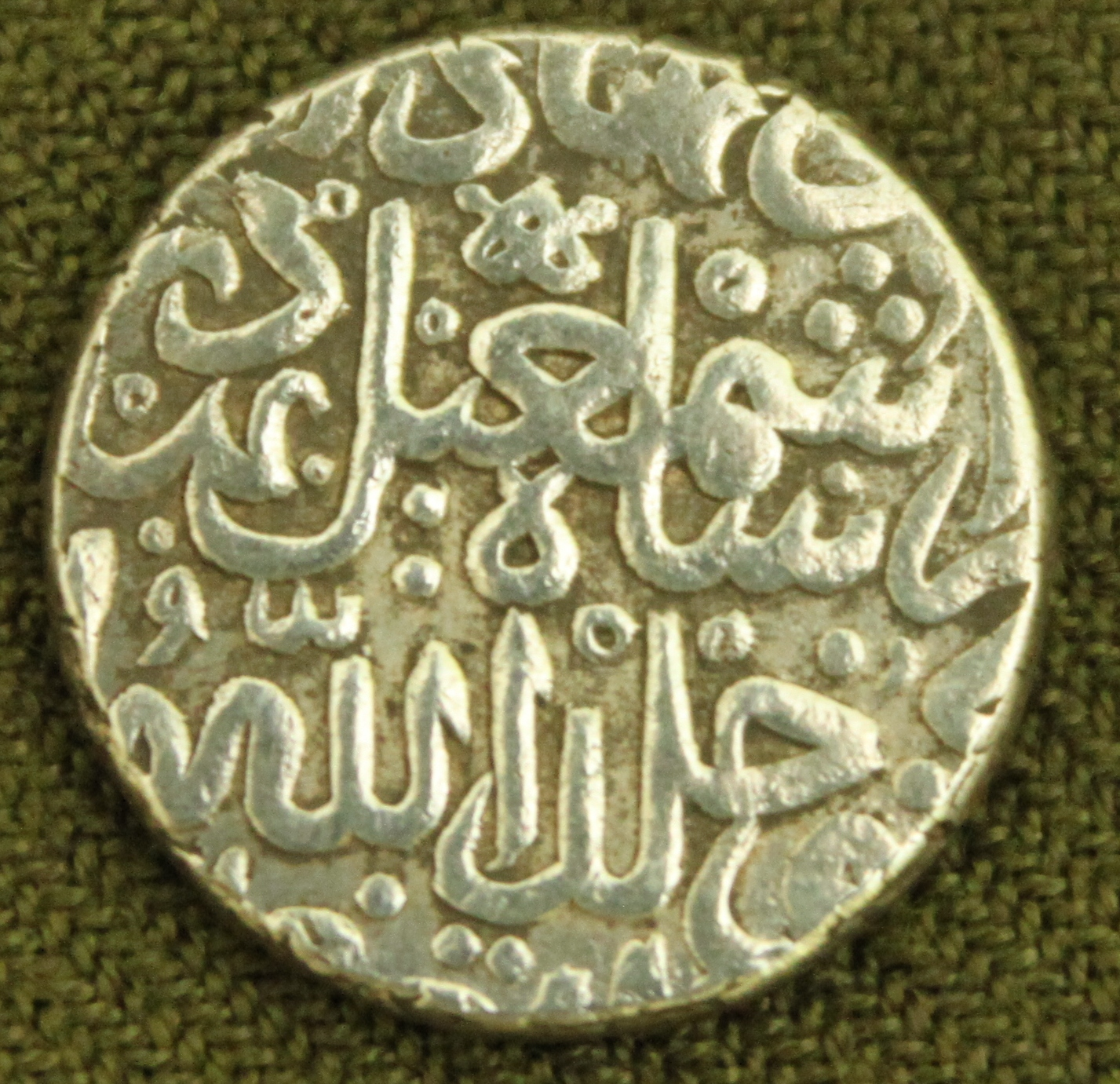
伊斯玛仪一世银币, 1507.
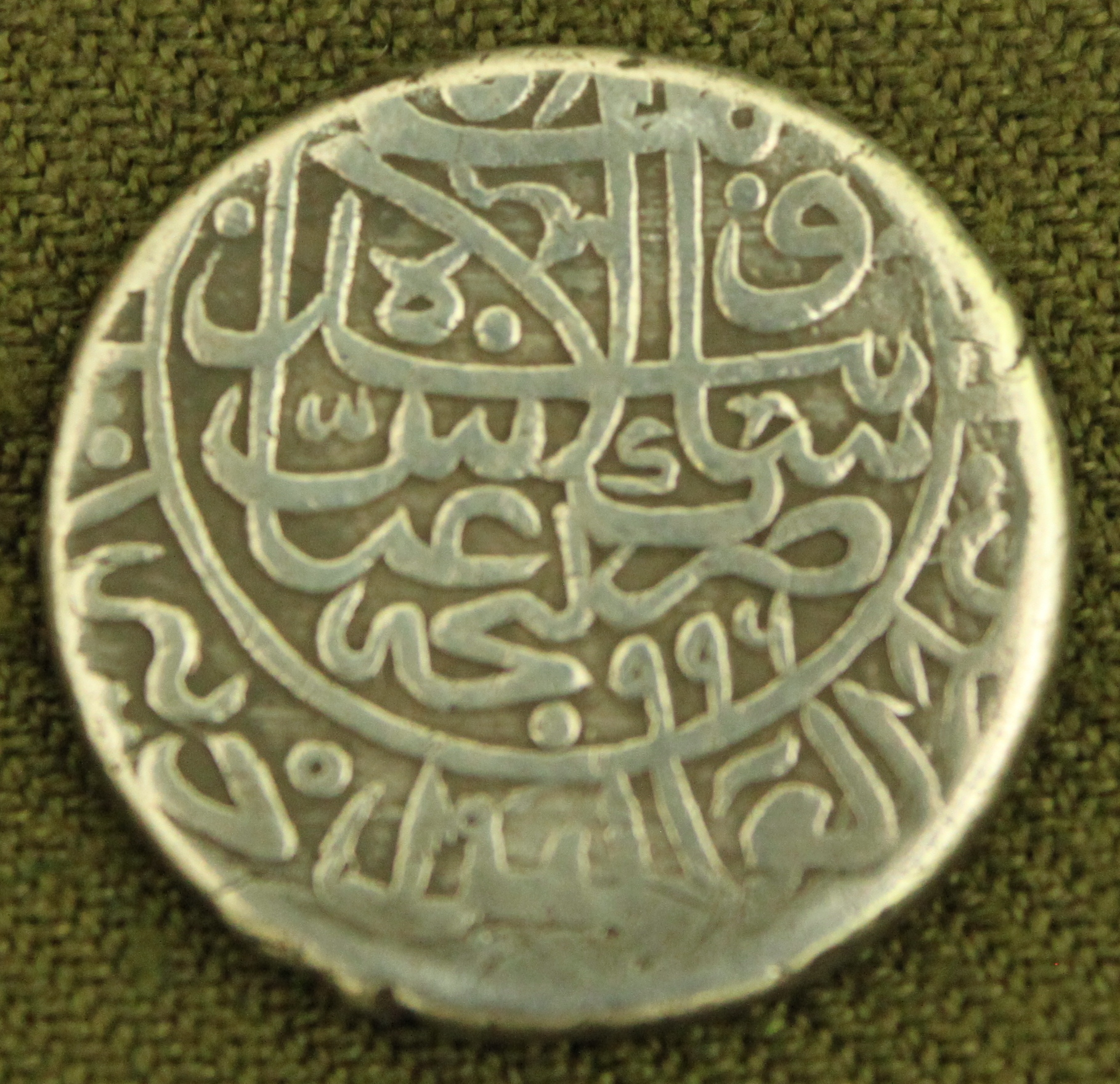
萨非王朝 阿拔斯一世银币, 1587.
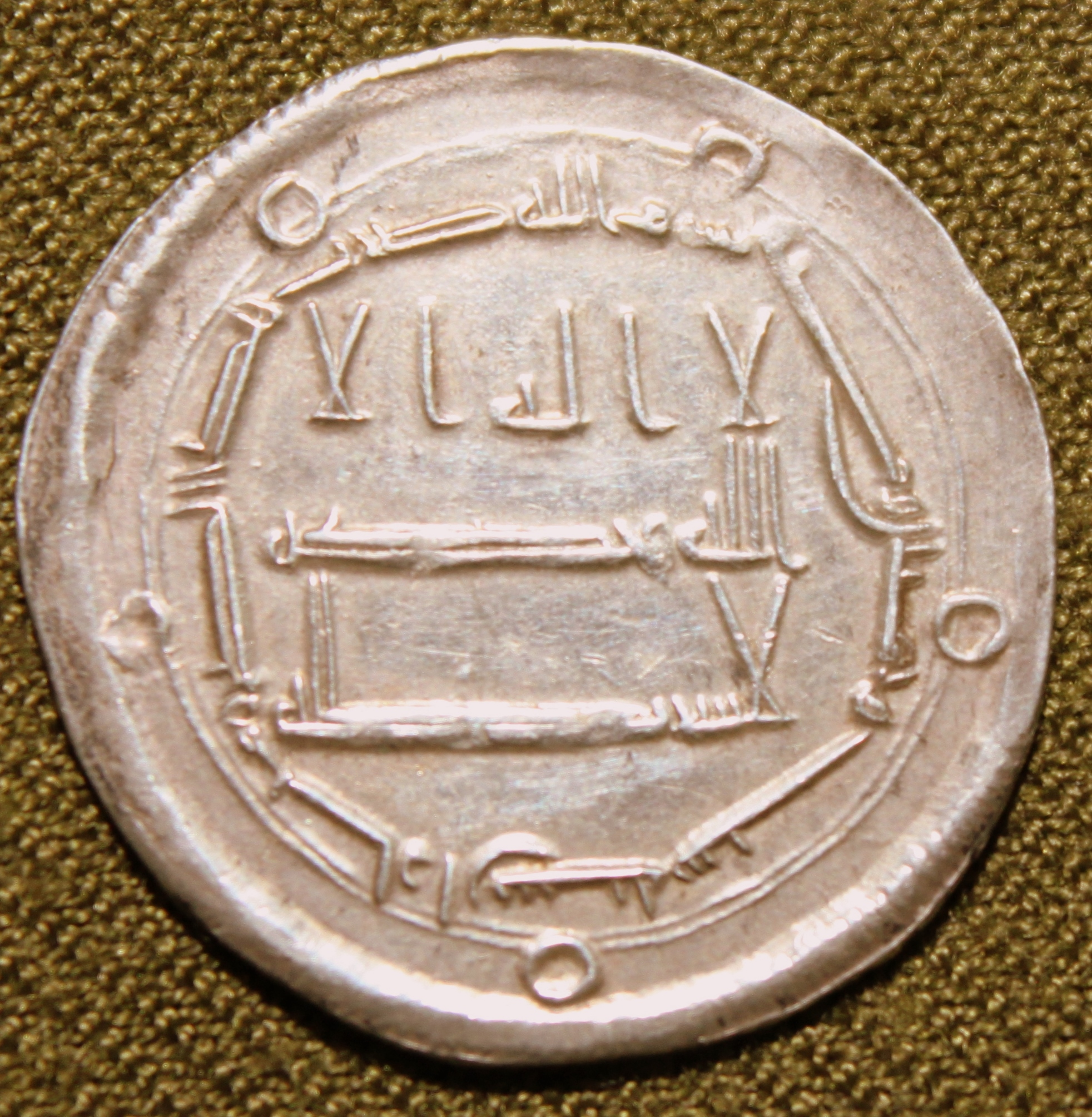
Mazyadid dynasty（英语：Mazyadid dynasty） of 希爾萬沙王朝 Muhammad bin Yazid, silver dirham, 1398.
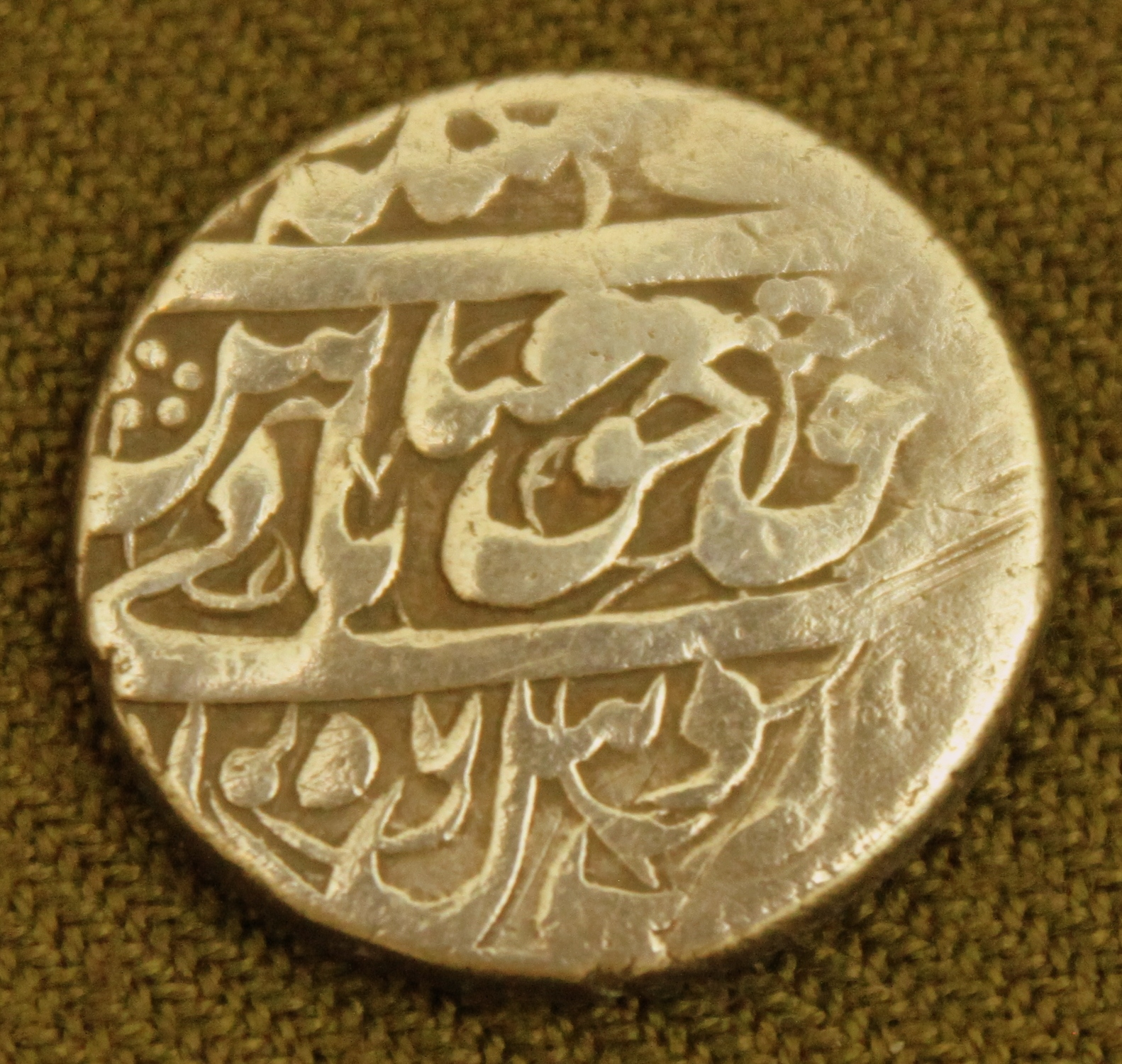
Safavids, Shah Abbas II the Safavid, silver coin, 1647.
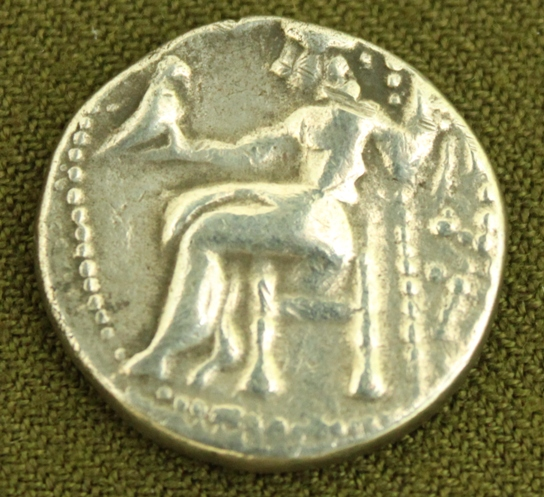
Caucasian Albania. Tetradrachm (imitation) with Alexander the Great's portrayal.
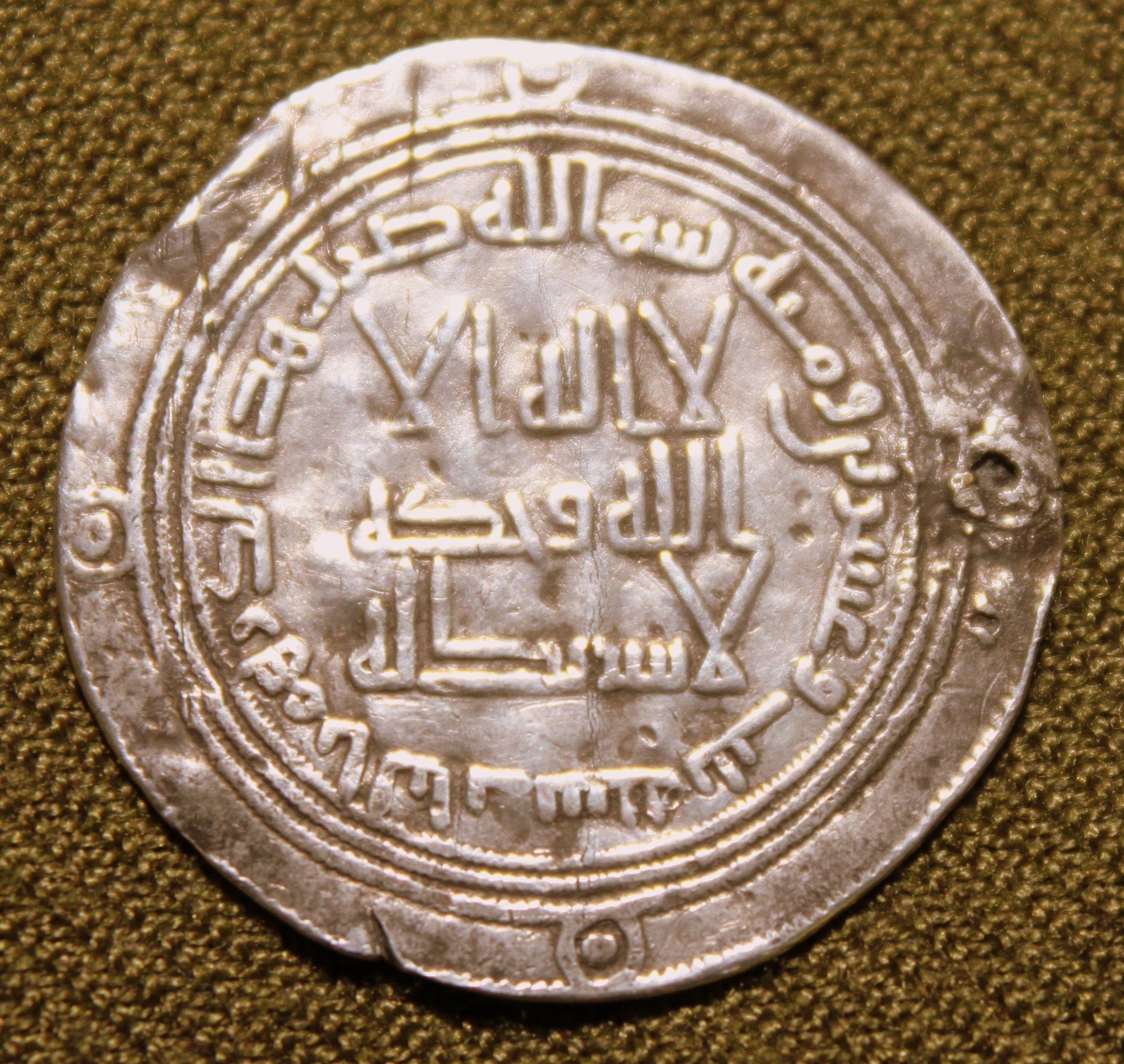
Amavid dynasty, silver dirham, Derbent.
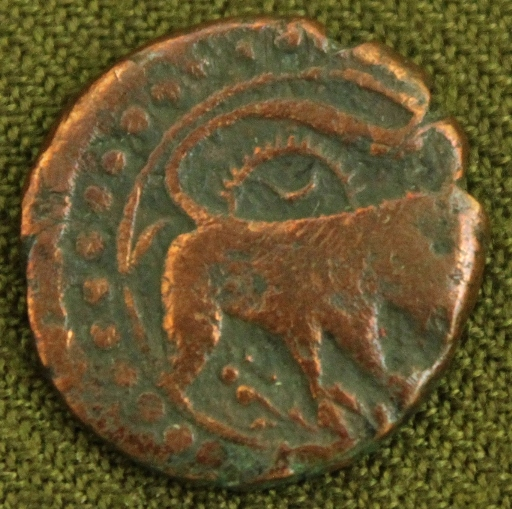
卡拉巴赫汗国,舒沙
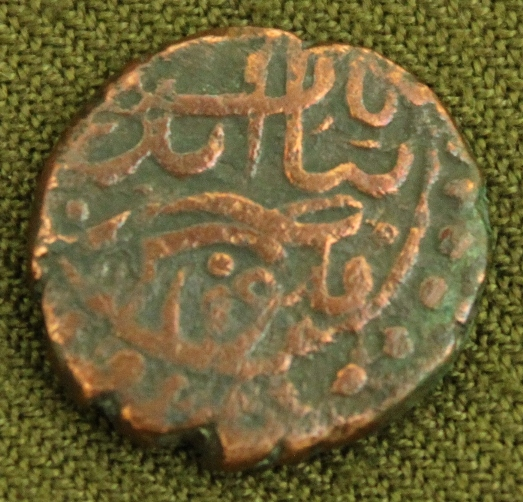
卡拉巴赫汗国,舒沙

## 外部連結
- 官方网站  （英文）

40°22′10″N 49°50′24″E / 40.36944°N 49.84000°E